# Anāgāmi
En el Budismo, un anāgāmi (en pali significa: "alguien que no regresa") es una persona que se ha acercado a la iluminación o bodhi al haber roto las primeras cinco cadenas que atan a la mente al ciclo de vida, muerte y renacimiento o Saṃsāra. Anāgāmi es el tercero de cuatro etapas del nirvāna.
Los Anagamis no renacen al mundo humano después de la muerte, en cambio renacen en los paraísos suddhāvāsa de la cosmogonía budista, donde solo viven anagamis. Ahí obtienen el grado de arhat.
Los términos en pali para las cadenas específicas de las cuales los anagamis son libres son:
1. Sakkāya-diṭṭhi: creencia en un ser; no entender anātman.
2. Vicikicchā: duda escéptica
3. Sīlabbata-parāmāsa: apego a ritos y rituales
4. Kāma-rāga: ansias de sensualidad
5. Byāpāda: malevolencia, odio, enojo

Las cadenas de las cuales un anāgāmi no es libre todavía son:
1. Rūpa-rāga: ansias de existencia material (los primeros 4 jhanas)
2. Arūpa-rāga: ansias de existencia inmaterial (los últimos 4 jhanas)
3. Māna: arrogancia
4. Uddhacca: ansiedad
5. Avijjā: ignorancia

Anāgāmi es un estado intermedio entre sakadagami y arhat. Los arhats disfrutan de una completa libertad de las diez cadenas.
Lograr el estado de anāgāmi se mostraba, en los primeros textos, como el objetivo ideal para la gente laica.[cita requerida]